# Yamaha 125 cc racers 1960-1969

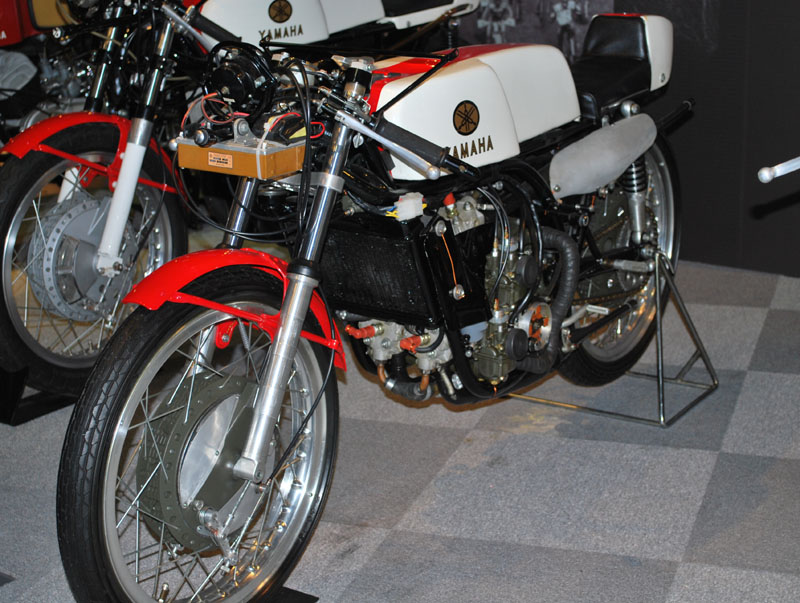
Yamaha RA 31

De Yamaha 125 cc racers 1960-1969 vormen een serie 125cc-wegrace-motorfietsen die door het merk Yamaha in de jaren zestig werden ingezet in wegraces.

## Voorgeschiedenis
Yamaha was pas in 1954 begonnen met de productie van motorfietsen. Het eerste model was de Yamaha YA 1, een kopie van de vooroorlogse DKW RT 125, die in 1955 op de markt kwam. De standaard YA 1 leverde slechts 5½ pk, maar nog in hetzelfde jaar verscheen een 10 pk raceversie. Er werd toen nog vooral deelgenomen aan nationale wegraces en heuvelklimwedstrijden op onverharde wegen. In 1957 verscheen de Yamaha YA-A met 14 pk die een afwijkende boring/slag verhouding had. Nog in hetzelfde jaar werd die boring/slagverhouding opnieuw veranderd bij de Yamaha YA-B. Yamaha had toen al een aantal fabrieksrijders in dienst, waaronder de beroemde Fumio Ito. Men concentreerde zich toen vooral op de 250 cc klasse, waardoor de ontwikkeling van de 125 cc machines op een laag pitje kwam te staan. In april 1960 nam Yamaha het kleine Showa Works Ltd over. Daardoor kreeg het de vooruitstrevende tweetakttechniek met roterende inlaten van Showa in handen.

## 1961: Yamaha RA 41
Yamaha startte in 1961 voor het eerst in het wereldkampioenschap, maar de nadruk lag nog steeds op de 250 cc klasse. Men startte in beide klassen pas in de derde grand prix, die van Frankrijk in Clermont-Ferrand. Taneharu Noguchi werd in de 125 cc klasse achtste. In de Lightweight 125 cc TT werd Fumio Ito elfde, Hideo Oishi twaalfde, Noguchi zeventiende en Sunako viel uit. In Assen werd Sunako negende en Ito tiende. Voor de gelegenheid kreeg de Nederlander Cees van Dongen in Assen een RA 41, waarmee hij dertiende werd. In de GP van België werd ook een dertiende plaats behaald. Daarmee had de RA 41 geen enkel punt gescoord. Yamaha trok het team terug en sloeg ook het seizoen 1962 over om de machines verder te ontwikkelen. In die periode kwamen er diverse opvolgers, zoals de RA 55 en de RA 75, maar in de GP's werd de RA 41 in 1964 pas opgevolgd door de tweecilinder RA 97.

### Motor
De RA 41 had een luchtgekoelde tweetaktmotor en was de eerste 125 cc machine van Yamaha die twee roterende inlaten had, aan weerszijden van het motorblok. Bovendien was het autolube smeersysteem toegepast, waardoor geen mengsmering werd gebruikt maar olie werd toegevoegd afhankelijk van de stand van het gashendel. Na veel geëxperimenteer met de boring/slag verhouding had de RA 41 dezelfde boring (56 mm) en slag (50 mm) die de YA-B ook had. 

### Aandrijving
De RA 41 was de eerste 125 cc Yamaha die een meervoudige droge platenkoppeling kreeg. Daarvoor waren alleen meervoudige natte platenkoppelingen gebruikt. De machine kreeg ook zes versnellingen en de eindaandrijving ging uiteraard via een ketting.

### Rijwielgedeelte
De RA 41 had een dubbel wiegframe en rondom trommelremmen. Aan de voorkant zat een telescoopvork en achter een swingarm met twee veer-demperelementen.

## 1962: Yamaha RA 55
In 1962 ontwikkelde Yamaha de machines door. Er werd een nieuw prototype gemaakt, waarover weinig bekend is. Deze Yamaha RA 55, die een iets langere slag had, is in elk geval nooit buiten Japan geweest, maar er werd o.a. mee getest op het nieuwe circuit van Suzuka.

## 1963: Yamaha RA 75
In oktober 1963, tijdens de afsluitende race van het wereldkampioenschap in Japan, verscheen pas het tweede prototype, de RA 75. De boring/slagverhouding was weer 56 × 50,7 mm en deze machine leverde 25 pk bij 12.000 tpm. Nu waren er echter acht versnellingen aan boord. Het Yamaha-team scoorde er geen punten mee. De RA 75 was dan ook bedoeld voor het seizoen 1964.

## 1964: Yamaha RA 97
Qua vermogen zat de RA 75 precies tussen de Honda RC 145 (24 pk) en de Suzuki RT 63 (26 pk) in, maar de Honda was al in 1962 uitgebracht en het was te verwachten dat men met een sterkere machine voor 1964 zou komen. Dat gebeurde ook: Honda bracht de 28 pk-sterke 2RC 146 en Suzuki kwam met de 30 pk-sterke RT 64. Yamaha kwam pas in de vijfde Grand Prix, de TT van Assen aan de start met een compleet nieuwe motorfiets. Deze RA 97 had nu twee cilinders, maar nog steeds luchtkoeling en de motor was in een robuust dubbel wiegframe gehangen, dat overeenkomst vertoonde met het hoog aangeslagen featherbed frame van Norton. Daardoor woog de RA 97 ca. 100 kg en dat was behoorlijk wat meer dan de Honda en de Suzuki. Toch wist Phil Read er in Assen de tweede plaats mee te behalen, tussen de Honda-coureurs Jim Redman en Ralph Bryans in. Daarna trok Yamaha zich weer terug uit de 125 cc klasse, maar opnieuw in de afsluitende GP van Japan kwam de RA 97 terug. Hiroki Matsushima en Akiyasu Motohashi werden vijfde en zesde. Men had echter niet stilgezeten: de RA 97 was de eerste watergekoelde Yamaha uit de geschiedenis geworden. De koeling werd verzorgd door een waterpomp die op de versnellingsbak zat en daar ook door werd aangedreven.

## 1965: Yamaha RA 97
Ook in 1965 kwam Yamaha slechts spaarzaam aan de start in de 125 cc klasse. Men concentreerde zich op de 250 cc klasse, waarin Phil Read met de RD 56 wereldkampioen werd en Mike Duff tweede. Waar het de 125 cc klasse betrof meldde het merk zich voor het eerst bij de Lightweight 125 cc TT op het eiland Man, maar wel met veel succes: Read won en Duff werd derde. Dit was echter al de vijfde WK-wedstrijd en de eerste vier waren gewonnen door Hugh Anderson met een Suzuki RT 65. Het was toen al duidelijk dat de Honda 4RC 146 niet zo succesvol was als gedacht. De zesde race vond plaats in Assen en werd gewonnen door Mike Duff. De RA 97 was wel verbeterd en leverde nu 30 pk bij 13.500 tpm en er waren negen versnellingen aan boord. Yamaha haalde de RA 97's na Assen weer terug naar Japan.

## 1966: Yamaha RA 97 en RA 31
In 1966 werd de 125 cc racer eindelijk het hele seizoen gebruikt en dat wierp zijn vruchten af. In de eerste race (Spanje) werd vooral het team van Suzuki geplaagd door pech. Hans Georg Anscheidt viel in de vierde ronde uit met een defecte ontsteking en Hugh Anderson had hetzelfde probleem. Frank Perris haalde de streep evenmin. Heinz Rosner (MZ), viel zelfs enkele honderden meters voor de eindstreep stil met en defecte zuiger. Hij was op dat moment vierde. De echte strijd ging tussen de tweecilinder tweetakt Yamaha RA 97 en de vijfcilinder viertakt Honda RC 149. Uiteindelijk won Bill Ivy (Yamaha) zijn eerste Grand Prix, Luigi Taveri (Honda) werd tweede, Ralph Bryans (Honda) derde en Phil Read (Yamaha) vierde. Read was feitelijk de snelste op de baan, maar had een slechte start gehad.
In Duitsland won Taveri vóór zijn teamgenoot Bryans. Phil Read werd derde. Met de Suzuki vlotte het weer niet: Anscheidt moest tot tweemaal toe de pit in en werd vijfde en Frank Perris werd vierde.
Mike Duff startte weliswaar in de TT van Assen, maar hij was nog lang niet fit na een zware val in Japan in 1965. Hij trainde zichzelf naar de tweede startrij, waar hij Cees van Dongen (de snelste privérijder met een Honda CR 110) en Toshio Fujii met de nieuwe Kawasaki aantrof. Op de eerste rij stonden Luigi Taveri, Bill Ivy, Yoshimi Katayama (Suzuki), Phil Read, Hugh Anderson, Ralph Bryans en Frank Perris. Katayama was op de nog gedeeltelijk natte baan het snelste weg, maar werd nog in de eerste ronde gepasseerd door Read en Taveri. Na de derde ronde had Ivy zowel Read als Taveri ingehaald. Ralph Bryans was intussen al verdwenen. Hij was al een keer gestopt, waarschijnlijk om bougies te vervangen, en reed uiteindelijk definitief de pit in. Tussen Read en Taveri ontspon zich een geweldige strijd, die uiteindelijk door Taveri gewonnen werd. Hij werd tweede en Read derde.
In Oost-Duitsland was het net als in België (waar de 125 cc klasse niet had gereden) slecht weer. Taveri won deze regenrace vóór Katayama en Ivy.
De 125 cc race in Tsjecho-Slowakije was de enige solorace waarin Mike Hailwood niet startte en die hij dus ook niet won. Toch won Honda alle soloraces want in de 125 cc klasse kwam Luigi Taveri als eerste over de streep. Ralph Bryans werd tweede en Bill Ivy, die tijdens de achtervolging de snelste raceronde had gereden, werd derde.
In Finland won Phil Read de 125 cc race met slechts één seconde voorsprong op Luigi Taveri. Ralph Bryans werd derde. Bill Ivy kon niet starten na een val tijdens de Hutchinson 100 Meeting op Brands Hatch.
Yamaha stuurde op het laatste moment de nieuwe 125 cc RA 31 viercilinder naar de Ulster Grand Prix, maar Ivy kon er niet mee starten omdat hij nog steeds niet fit was. Taveri won en Ralph Bryans werd zelfs tweede. Read reed de RA 31 naar de derde plaats, maar de 125 cc wereldtitel was nu definitief in handen van Luigi Taveri en Honda.
De Lightweight 125 cc TT moest vanwege de zeer dichte mist enkele uren worden uitgesteld. Hoewel de wereldtitel al beslist was, waren de verwachtingen hoog gespannen. Suzuki, dat slechts één podiumplaats gehaald had (Yoshimi Katayama op de Sachsenring) had de snelste trainingstijd dankzij Hugh Anderson die met de RT 66 een nieuw ronderecord gereden had. Verder zette Yamaha haar nieuwe RA 31 viercilinders weer in en Honda uiteraard de vijfcilinder RC 149. Ivy was juist fit verklaard en won de race door van start tot finish aan de leiding te gaan. Read finishte een halve minuut achter hem en Anderson werd derde.
In Monza waren de 125 cc Honda vijfcilinders iedereen te snel af. Wereldkampioen Taveri won, zijn teamgenoot Bryans werd tweede en Bill Ivy eindigde als derde, slechts 0,1 seconde sneller dan Phil Read die dus vierde werd.
Bij afwezigheid van Honda won Ivy met de Yamaha de 125 cc race in Japan. De Suzuki-coureurs Katayama en Itō werden tweede en derde.
Bill Ivy werd achter Luigi Taveri (Honda) 2e in het wereldkampioenschap van 1966. Phil Read eindigde als vierde, Akiyasu Motohashi als achtste, Mike Duff als negende, Tommy Robb als elfde en Yasuharu Yuzawa als vijftiende.

## 1967: Yamaha RA 31

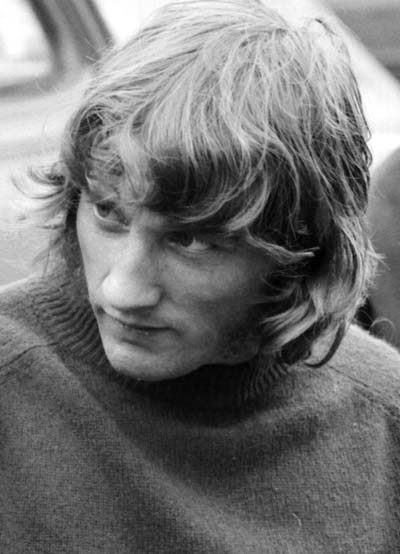
Bill Ivy werd met acht overwinningen wereldkampioen in de 125 cc-klasse.

De RA 31, die dus al in het seizoen 1966 was ingezet, was een verkleinde versie van de 250 cc viercilinder RD 05. De RA 31 was een watergekoelde viercilinder die eigenlijk bestond uit twee tweecilinders die onder een hoek van 70° boven elkaar waren geplaatst. Vier afzonderlijke krukastandwielen dreven via tandwielen de meervoudige droge platenkoppeling aan. De machine had ook vier roterende inlaten en vier 22 mm carburateurs. Ze leverde ongeveer 40 pk.
Al vóór de start van het seizoen 1967 werd bekend dat Honda uit de 50- en de 125 cc klassen zou stappen.
In de openingsrace in Spanje kwamen Bill Ivy en Phil Read met de nieuwe Yamaha RA 31 viercilinders aan de start. Suzuki kon nog steeds de viercilinder RS 67 niet inzetten en daardoor bleef de tweecilinder, die nu RT 67 heette, in handen van Yoshimi Katayama en Stuart Graham. Katayama leidde in de eerste ronde, maar werd gepasseerd door Ivy en Read die eerste en tweede werden. Katayama werd derde en Graham, die een slechte start had gehad, werd vierde.
In Duitsland moest Hans Georg Anscheidt (Suzuki) nog tijdens de ceremonie van de 50 cc race, die hij gewonnen had, vertrekken naar de start van de 125 cc race. Hij had daar de snelste start, maar werd al snel ingehaald door Bill Ivy en Phil Read met hun Yamaha's. In de bocht vóór start/finish vielen vier coureurs gezamenlijk: Ivy en Read en twee achterblijvers: Fritz Kohlar (MZ) en Francesco Villa (Montesa). Francesco Villa was de enige die gewond raakte: hij brak een sleutelbeen. Voor Ivy was deze valpartij zijn vierde in twee weken: Eerst tijdens de training van een internationale race in Brands Hatch, toen tijdens de training in Spanje, de training in Duitsland en de 125 cc race in Duitsland. Daar reed hij in de 250 cc race de snelste ronde, maar hij zakte later in de caravan van Mike Hailwood in elkaar, waarna hij enkele dagen in het ziekenhuis moest bijkomen. Door dit alles konden de Suzuki's toch de beste plaatsten pakken. Katayama won en Anscheidt werd tweede. Op één ronde achterstand werd László Szabó met een MZ derde.
De uitslag van de derde race in Frankrijk was bijna gelijk aan die in Spanje: 1. Ivy, 2. Read, 3. Katayama en 4. Graham. Pas daarachter zaten de verschillen. Katayama had de beste start en leidde korte tijd, terwijl Ivy in de eerste ronde nog last had van een overslaande motor. In de tweede ronde ging Read aan de leiding, maar Ivy was toen al aan een geweldige inhaalrace begonnen. In de derde ronde passeerde hij Graham en Katayama en in de vierde ronde ook Read. Ivy reed een geweldige recordronde van 125,7 km/h, 12 seconden sneller dan het oude record van Luigi Taveri met de vijfcilinder Honda. Read kreeg problemen met zijn versnellingsbak, waardoor Katayama nog dichtbij wist te komen.
In de Lightweight 125 cc TT startte Bill Ivy als snelste, maar hij kwam in de eerste ronde al in moeilijkheden, want zijn doorkomst bij Ramsey was veel te laat. Read had juist een slechte start, maar draaide zeer snelle ronden. Hij werd op korte afstand gevolgd door Stuart Graham. Ivy voltooide de eerste ronde, maar moest toen lang in de pit stoppen en kort nadat hij aan de tweede ronde begon viel zijn Yamaha voorgoed stil. In de tweede ronde wist Graham zelfs een zeer kleine (0,2 seconden) voorsprong op Read te nemen en in de laatste ronde kwam het bericht dat ze bij Bungalow, tien km vóór de finish, precies gelijk lagen. Uiteindelijk had Read 3,4 seconden voorsprong op Graham, terwijl Akiyasu Motohashi (Yamaha) derde werd.
Ivy en Read hadden uitstekende trainingstijden gezet in Assen, maar bij de start van de race keken ze meteen tegen een flinke achterstand aan omdat hun motorfietsen niet wilden starten. Dat deden de Suzuki's van Katayama en Graham wel. Ook Cees van Dongen had goed getraind: zesde met een privé-Honda nog voor een aantal fabriekscoureurs van Jawa, Bultaco en EMC. Door de weigering van de Yamaha's kon van Dongen echter als derde wegkomen, achter Katayama en Graham. Na een halve ronde zat Read echter al op de vierde plaats en bij start/finish was hij van Dongen al gespasseerd. Ivy, die zijn motor pas aan de praat kreeg toen het hele veld al uit het zicht was, had zich al naar de zesde plaats opgewerkt. Hij wist zich ook nog voorbij van Dongen te werken, maar daarna kwam diens vijfde plaats niet meer in gevaar. Read passeerde intussen Graham, die zich in zijn slipstream nestelde en zo naderden ze samen de leidende Katayama. In de tiende ronde nam Read de leiding over. Graham was wat achterop geraakt en werd gepasseerd door Bill Ivy en dat overkwam uiteindelijk ook Katayama. Ivy kwam zelfs nog dicht bij Phil Read, maar bij de vlag had deze nog ongeveer 200 meter voorsprong. Stuart Graham werd derde.
In Oost-Duitsland op de Sachsenring werden - ook door het Suzuki team - de nieuwe 125 cc viercilinders verwacht, maar toen die niet arriveerden moest men de tweecilinders gebruiken. Katayama startte als snelste en leidde toen hij in de derde ronde een vastloper kreeg. Ivy nam de leiding over en achter hem vochten Phil Read en Stuart Graham om de tweede plaats. Read won die strijd en Graham werd derde. In de GP van Tsjecho-Slowakije nam Katayama de leiding en hield die ook twee ronden vast. In de derde ronde nam Ivy de koppositie over en in de vierde ronde werd Katayama ook gepasseerd door Read. Die viel echter in de vijfde ronde uit door een gebroken krukas. Katayama kreeg weer een vastloper en daardoor werd Stuart Graham tweede en László Szabó derde.
In het Finse Imatra waren de Yamaha's bij de start opnieuw slecht weg. Read startte zelfs als laatste omdat zijn machine niet wilde aanslaan en Ivy moest al na één ronde zijn bougies laten vervangen. Aan het einde van de eerste ronde had Read echter bijna het hele veld ingehaald en reed hij al op de tweede plaats achter Stuart Graham op de Suzuki. Na vier ronden werden de remmen van Graham slechter, waardoor Read nog dichterbij kon komen en uiteindelijk de koppositie kon overnemen. Ivy moest opnieuw bougies vervangen, maar daarna reed hij de snelste raceronde en, naar later bleek, de snelste ronde van de dag. In de negende ronde liep de motor van Phil Read vast en nam Stuart Graham opnieuw de leiding. Ivy had bijna een ronde achterstand, maar werd toch nog tweede vóór Dave Simmonds die de eerste podiumplaats voor Kawasaki haalde.
Bill Ivy won de 125 cc-race in de Ulster Grand Prix, maar gemakkelijk ging het niet. Halverwege scheurde een cilinderkop waardoor koelvloeistof lekte. De motor begon warm te lopen maar omdat Phil Read door stalorders op afstand gehouden werd, kon Ivy wat kalmer aan doen. Stuart Graham had in de eerste ronden geprobeerd de twee Yamaha's bij te houden, maar hij had zijn gearing te kort gekozen en moest daardoor te veel toeren draaien. Dat leverde een vette bougie op en die moest hij vervangen. Dat gebeurde hem zelfs nog een keer, maar hij werd desondanks toch nog derde.
In Monza leek de 125 cc-race al beslist na de trainingen, want de rondetijden lagen zo ver uit elkaar dat aangenomen werd dat Ivy veel sneller zou zijn dan Anscheidt met de Suzuki. Ver achter Anscheidt stond László Szabó die met zijn MZ weer veel sneller was dan de EMC's. Ivy startte zoals gewoonlijk slecht, maar na drie ronden nam hij de leiding van Anscheidt over. Toen merkte hij dat al het water uit zijn radiateur was verdwenen en hij ging de pit in voor water. Dat was er echter niet en Ivy moest weer terug de baan op om twee ronden later opnieuw binnen te komen voor koelwater. Dat had men nog steeds niet gevonden. Bij zijn derde stop kreeg hij pas water maar toen lag Anscheidt intussen weer op de eerste plaats. Pas vlak vóór de eindstreep wist Ivy de overwinning zeker te stellen. De Yamaha had in elk geval zijn betrouwbaarheid bewezen. Ivy had nu het maximum aantal punten: 48 uit zes (tellende) wedstrijden en hij was daardoor wereldkampioen.
In Canada won Ivy ook. Phil Read kwam niet aan de start en het podium werd aangevuld met "lokale" rijders: De Canadees Tim Coopey werd met een Yamaha tweede op twee ronden en de Amerikaan Robert Oust werd met een Yamaha derde op drie ronden. Ook in Japan was Bill Ivy de snelste, weer bij afwezigheid van Phil Read. Stuart Graham werd tweede en Hideo Kanaya (Suzuki) werd derde. Hier debuteerden zowel de nieuwe 125 cc viercilinder van Suzuki als een viercilinder van Kawasaki.
Het wereldkampioenschap werd gewonnen door Bill Ivy en Phil Read werd tweede.

## 1968: Yamaha RA 31 A
Nadat in 1967 de 250 cc RD 05 al veranderd was in "RD 05 A", kreeg ook de RA 31 de aanduiding "A" achter de naam. Net als bij de RD 05 was de belangrijkste wijziging de gewichtsbesparing. Bij de RD 05 A was dat ongeveer 15 kg en waarschijnlijk was het bij de RA 31 A in dezelfde orde van grootte. Toch was ook het vermogen iets gegroeid: dat bedroeg nu 42 pk.
Yamaha was in elk geval snel zeker van haar zaak: nog voor het begin van het seizoen maakte men bekend dat de monteurs al vroeg (na de TT van Man óf de TT van Assen) teruggetrokken zouden worden, zodat Bill Ivy en Phil Read zelf maar moesten zorgen voor het onderhoud van hun dure fabrieksracers. Na twee GP's was al duidelijk dat deze beiden geen echt team vormden. Bij de start van de Grand Prix van België was de rolverdeling bij Yamaha duidelijk: Ivy moest 250 cc-kampioen worden en de 125 cc-klasse zou voor Read zijn. Het uitvaardigen van teamorders was echter in strijd met de wedstrijdreglementen en de openlijke ruzie tussen Ivy en Read na de 250 cc-race in Tsjecho-Slowakije leidde in elk geval tot een "vriendelijk gesprek" tussen sportcommissaris Henk Burik en Phil Read voor aanvang van de Grand Prix van Finland. Er was echter geen kans meer op het opvolgen van teamorders, want de ruzie tussen Ivy en Read was nog niet over en ze zouden elkaar zeker niet meer steunen.
Nadat Honda al in 1967 uit de lichtste klassen was verdwenen, stopte het nu helemaal met wegraces als fabrieksteam. Daar kwam nog bij dat in maart 1968 ook Suzuki bekendmaakte te stoppen met racen. Hans Georg Anscheidt kreeg echter de Suzuki RT 67 mee om met eigen middelen aan het wereldkampioenschap mee te doen.
In de training van de Grand Prix van Duitsland had Bill Ivy met de Yamaha RA 31 A verreweg de snelste tijd gereden, 6½ seconde sneller dan teamgenoot Phil Read. Read nam de leiding in de race van Ivy over en was duidelijk wat handiger bij het passeren van achterblijvers, waardoor hij ook uitliep. In de negende ronde maakte Ivy een pitstop en even later viel hij definitief uit met een kapotte versnellingsbak. Hans Georg Anscheidt werd daardoor met zijn ex-fabrieks Suzuki RT 67 tweede.
In de tweede 125 cc Grand Prix op Montjuïc Park joegen Ivy en Read elkaar zodanig op, dat Read in de 20e ronde zijn Yamaha met een gebroken krukas moest parkeren en Ivy deed dat niet veel later, ook met een gebroken krukas. Daardoor ging de overwinning naar de Spanjaard Salvador Cañellas met een Bultaco. Ginger Molloy werd met een Bultaco tweede en Heinz Rosner, die feitelijk zijn eerste GP van dit jaar reed, werd met de MZ derde.
In de Lightweight 125 cc TT, die ná de Lightweight 250 cc TT gereden werd, wilde Read revanche nemen voor zijn verlies. Maar ook Yamaha wilde dat Read de 125 cc klasse won. Ivy leidde deze race en zette zelfs de eerste ronde boven 100 mph gemiddeld met een 125 cc machine neer, maar hij werd tegen het einde uitermate traag. Zó traag, dat Read hem gemakkelijk kon inhalen. Een zogenaamd defect aan zijn machine werd nooit ontdekt. Kel Carruthers werd met een Honda derde.
In Assen had men eigenlijk gehoopt op het verschijnen van de MZ driecilinder, maar Heinz Rosner kwam nog met de tweecilinder RE 125 aan de start. Hij stond wel op de eerste startrij, maar wist al dat hij kansloos was tegen de Yamaha's van Ivy en Read. Die hadden kort ervoor nog voor een enorm spannende 250 cc-race gezorgd, maar dat zou zich in de 125 cc klasse niet herhalen. Opmerkelijk genoeg startteLászló Szabó met zijn MZ vanaf de tweede startrij als snelste, maar Read en Ivy stelden snel orde op zaken. Ivy zocht echter na de eerste ronde de pit op. Hij was bij de start geblesseerd geraakt aan een enkel en had te veel pijn om door te gaan. Read ging ervandoor en ook Heinz Rosner had zich van zijn achtervolgers los gemaakt en lag op een tweede plaats, alleen nog achtervolgd door Dave Simmonds met de semi-fabrieks Kawasaki. Simmonds kwam goed op dreef en in de zesde ronde had hij zelfs de eerste plaats van Phil Read overgenomen. Read gaf toen echter pas echt gas en nam de koppositie weer over. Rosner viel met machinepech uit. Ginger Molloy nestelde zich op de derde plaats en Jan Huberts (MZ) vocht zich vanaf een elfde plaats naar voren en was vierde. In de laatste ronde maakte Simmonds een fout en daardoor kon Jan Huberts met zijn privé-MZ de derde plaats pakken achter Read en Molloy.
Read won de 125 cc Grand Prix van de DDR vóór Ivy en Günter Bartusch (MZ).
Op de Masaryk-Ring, het stratencircuit in de buurt van Brno, won Read ook en sommigen dachten dat hij daarmee de wereldtitel al binnen had. Toen was al bekend dat de Japanse Grand Prix vrijwel zeker niet door zou gaan en in dat geval was Read inderdaad wereldkampioen.
In Tsjecho-Slowakije werd László Szabó met de MZ tweede achter Phil Read doordat Bill Ivy zich bij een val op de natte baan blesseerde en uitviel. Günter Bartusch werd opnieuw derde nadat Heinz Rosner was uitgevallen.
Na de openlijke ruzie die na de Tsjechische GP was ontstaan tussen Phil Read en Bill Ivy gingen ze er in Finland hard tegenaan. Read nam aanvankelijk de leiding in de 125 cc race, maar na acht ronden zat Ivy weer kort achter hem en na twaalf ronden lag de derde man, Heinz Rosner, al op een ronde achterstand. Ivy had echter zo veel van zijn remvoeringen gevergd, dat hij in de vijftiende ronde naar de pit moest om zijn voorrem bij te laten stellen. Daardoor werd hij kansloos voor de overwinning. Read was na deze race definitief wereldkampioen 125 cc geworden. Ivy werd nog wel tweede, vóór Rosner.
Op het Dundrod Circuit werd aldus nog slechts om de eer gestreden in de 125 cc klasse. Ivy nam in de eerste ronde de kop, maar werd al snel gepasseerd door Read. In de vijfde ronde nam Ivy de leiding opnieuw en toen Read een remfout maakte had hij voldoende voorsprong om de race te winnen. De hele race had Rosner met de MZ de derde plaats behouden en daar eindigde hij ook.
In Monza ging Read lang aan de leiding met Ivy aan zijn achterwiel, tot Read een strobaal raakte en viel. Zijn viercilinder liep daarna soms op één, soms op twee cilinders en de laatste 200 meter moest Read zelfs duwen, maar hij werd toch nog tweede vóór Hans Georg Anscheidt met de Suzuki.
Phil Read was de nieuwe wereldkampioen en Bill Ivy eindigde op de tweede plaats.

## 1969: Yamaha YZ 623 prototype
Begin januari 1969 maakte Yamaha bekend te zullen stoppen met wegraces. Daarmee haakte de laatste Japanse fabrikant af, want ook Kawasaki, dat zich beperkt had tot steun aan Dave Simmonds in de 125 cc klasse, was gestopt. Phil Read en Bill Ivy kregen de nieuwe 250- en 350 cc-productieracers van Yamaha (TD 2 en TR 2) aangeboden. Read zou in 1969 echter nauwelijks rijden en Ivy stapte over naar Jawa om de nieuwe 350 cc V4 te rijden.
Voor de 125 cc klasse kwam er wel een prototype, de YZ 623, die als productieracer bedoeld was. In 1969 werden er nog maar vier gebouwd en die werden dus spaarzaam "uitgedeeld". Eén ervan ging naar het Motorpaleis-Riemersma Racing Team, nu Riemersma importeur voor Nederland was geworden. Eén ging naar de Franse importeur Sonauto-Yamaha voor Jean Auréal, één naar Salvador Cañellas en één naar Kent Andersson. Ferry Brouwer, die goede banden met Yamaha had, wist dat de YZ 623 feitelijk nog een fabrieksproject was en hij verving de voorvork inclusief de trommelrem door een exemplaar van een Yamaha TD 1 C.
De YZ 623 was echter vele malen eenvoudiger dan de dure viercilinders met roterende inlaten. Het betrof nu een eenvoudige luchtgekoelde tweecilinder met zuigergestuurde inlaten en een open brugframe. Ze was gebaseerd op de Yamaha YAS-1 die in 1969 op de markt kwam en deelde er zelfs een aantal onderdelen mee. Het standaard brugframe was verstevigd bij het balhoofd, de gietijzeren cilinders waren vervangen door exemplaren van aluminium, er was een close ratio vijfversnellingsbak gemonteerd en de standaard autolube pompsmering was vervangen door mengsmering. Op de plaats van de oliepomp werd de toerentelleraandrijving gemonteerd. De krukas was vrijwel origineel, op de vertevigde kooi van de big-end lagers na en de koppeling had aangepaste koppelingsplaten.
In de eerste race in Spanje startte Cees van Dongen (Suzuki) als snelste, maar werd al in de eerste ronde ingehaald door Salvador Cañellas, die een "fabrieks"-Yamaha had gekregen. Cañellas viel echter in de tweede ronde al uit. Van Dongen liep daarna ver uit op de rest van het veld en won onbedreigd. Kent Andersson, toen nog op een Maico, werd op bijna 1½ minuut tweede en Walter Villa (Montesa) werd derde.
In Duitsland viel van Dongen uit. De strijd om de eerste plaats ging tussen Dave Simmonds (Kawasaki) en Dieter Braun (Suzuki), die eerste en tweede werden. Heinz Rosner (MZ) verloor op het laatste moment zijn derde plaats aan Heinz Kriwanek (zelfbouw Rotax). Rosner's motor was vastgelopen, maar hij werd toch nog vijfde. Dieter Braun had de Suzuki van Hans Georg Anscheidt gekocht voor 35.000 gulden. Ook Cees van Dongen had een dergelijke Suzuki-twin, maar die was een jaar ouder. Van Dongen werd echter goed gesteund door Henk Viscaal, die ook alle reservedelen van Anscheidt had gekocht. Daar kwam Dieter Braun ook achter: hij was gedwongen zijn Suzuki aan Viscaal te verkopen, op voorwaarde dat hij er in 1969 nog op mocht rijden. In Assen was zijn Suzuki dan ook al in de kleuren van Motor Racing Team Nederland gespoten.
In Frankrijk vielen veel coureurs uit, en vooral de allersnelsten. Dieter Braun en Cees van Dongen namen na de start de leiding. Dave Simmonds startte heel slecht met zijn ex-fabrieks-Kawasaki. Van Dongen begon weg te lopen en Simmonds passeerde in de zesde ronde Braun, die uiteindelijk met motorpech uitviel. In de 12e ronde viel van Dongen ook uit en kwam Simmonds op kop te liggen. Zijn machine begon op één cilinder te lopen en hij moest de pit in om bougies te wisselen. Daarvan profiteerde Bo Granath die nu ook een prototype Yamaha YZ 623 tweecilinder had. Achter hem reden Heinz Rosner (MZ), Jean Auréal (prototype Yamaha) en Börje Jansson (Maico). Jansson viel in de 20e ronde en Rosner nam de kop van Granath over, maar Granath viel met een gebroken krukas uit en hetzelfde overkwam Rosner twee ronden later. Op die manier kón Auréal niet meer verliezen, hij had op de finish meer dan een minuut voorsprong op tweede man Dave Simmonds. Ginger Molloy (Bultaco) werd derde. Auréal was de eerste Franse GP-winnaar sinds Pierre Monneret in 1954.
Door het wegvallen het Yamaha-fabrieksteam daalde de gemiddelde snelheid in de Lightweight 125 cc TT dramatisch. Dave Simmonds hoefde zich echter geen zorgen te maken over concurrentie: Cees van Dongen, winnaar in Spanje, en Jean Auréol, winnaar in Frankrijk, waren niet eens op Man. Nu kwam het enige gevaar van een van de eerste optredens van de gloednieuwe Aermacchi Ala d'Oro 125 tweetakten met Kel Carruthers aan het stuur. Simmonds gaf Kawasaki haar eerste overwinning in de Isle of Man TT, maar hij reed zijn snelste ronde 8 mph (12,8 km/h) langzamer dan Bill Ivy in 1968 had gedaan. Toch hield hij op het eind een marge van bijna zes minuten over op Carruthers. Nadat Fred Launchbury gediskwalificeerd was omdat zijn Bultaco een onreglementaire cilinderinhoud (1,2 cc te veel) had, werd Gary Dickinson op een productie-Honda derde.
In de trainingen van de TT van Assen had bijna iedereen problemen: Dave Simmonds moest een aantal keren een blok vervangen, van Dongen monteerde een nieuwe krukas, Kent Andersson reviseerde zijn Yamaha YZ 623 (die sneller was dan zijn Maico) en ook Dieter Braun had de nodige problemen. De enige die zonder kleerscheuren door de training kwam was Heinz Kriwanek met zijn samen met Heinz Lippitsch zelf gelaste frame en standaard Rotax blokje. In de race was er weinig spanning: Een kopgroep van vijf rondde de baan de eerste keer, aangevoerd door van Dongen, maar die werd voor de hoofdtribune gepasseerd door de "scharrige" Rotax-zelfbouw van Kriwanek. Die kreeg meteen de volle rijwind te verwerken en viel dan ook meteen weer terug. Na een paar ronden viel hij uit. Vanaf de tweede ronde begon Dave Simmonds met de Kawasaki van de rest weg te lopen. Bij de finish had hij al een halve ronde voorsprong op Andersson. Silvano Bertarelli (Aermacchi 125 Ala 'Oro) wist als derde nog net binnen dezelfde ronde te blijven. Lous van Rijswijk jr. werd in Assen tiende met de Motorpaleis-Riemersma Racing Team-Yamaha YZ 623 en haalde daar zijn enige punt van dit seizoen.
In België verstevigde Dave Simmonds zijn leidende positie. Cees van Dongen had de beste start, maar na de eerste ronde reed Simmonds al voorop met de beide MRTN-Suzuki's van Braun en van Dongen er vlak achter. Van Dongen besloot na een paar ronden "op heelhouden" te rijden waardoor er een duel ontstond tussen Braun en Simmonds. Van Dongen werd aldus derde. Kent Andersson (Yamaha) werd vierde en behield zijn tweede plaats in het wereldkampioenschap.
Simmonds won ook in de DDR, en werd daarmee onbereikbaar voor de concurrentie en vier wedstrijden voor het einde van het seizoen was hij al wereldkampioen. Toch werd de wedstrijd eerst aangevoerd door Dieter Braun, die als West-Duitser toch enthousiast werd toegejuicht door het Oost-Duitse publiek. Vlak voor het einde van de race brak zijn krukas, waardoor Simmonds spekkoper werd. Braun werd duwend elfde. Günter Bartusch lag lang op de derde plaats maar viel met zijn MZ ook uit, en daardoor werd de Oostenrijker Heinz Kriwanek met zijn zelfbouwmachine tweede, vlak voor Fritz Kohlar (MZ).
Dieter Braun begon voortvarend aan de Grand Prix van Tsjecho-Slowakije. Na twee ronden had hij al acht seconden voorsprong op Simmonds, maar toen ging het schakelen van zijn tienversnellingsbak steeds moeilijker. Simmonds passeerde hem in de zesde ronde en won met 11 seconden voorsprong. Cees van Dongen lag van start tot finish op de derde plaats.
In Finland ging Cees van Dongen aanvankelijk aan de leiding met zijn teamgenoot Dieter Braun achter zich en op de derde plaats Günter Bartusch met zijn MZ. Simmonds lag toen nog vierde, maar in de derde ronde pakte hij al definitief de leiding. Bartusch wist de tweede plaats over te nemen en van Dongen werd slechts derde.
Ook in Imola was wereldkampioen Simmonds voor niemand bereikbaar. De strijd ging om de tweede plaats tussen László Szabó (MZ) en drie zelfbouwracers: die van de gebroeders Walter en Francesco Villa en die van Heinz Kriwanek. Szabó werd uiteindelijk tweede doordat Walter Villa problemen kreeg met zijn koppeling en Francesco's zicht slechter werd doordat er een vlinder tegen zijn stofbril was gesneuveld. Francesco wist toch nog derde te worden.
De tweede plaats in het kampioenschap was nog steeds open en ging tussen de beide MRTN-rijders Cees van Dongen en Dieter Braun, beide op ex-fabrieks-Suzuki's die eigendom waren van Henk Viscaal. Jammer genoeg was van Dongen gebrouilleerd geraakt met Viscaal en hij kon dan ook - bij gebrek aan motorfiets - niet starten. Braun kreeg het niet cadeau, want zijn motor wilde bij de start niet aanslaan en 25 seconden na het vertrek van het veld kon ook Braun aan zijn race beginnen. Die werd nog even geleid door de Pool Ryszard Mankiewicz (MZ), maar daarna nam Dave Simmonds het van hem over. Uitgerekend in deze laatste race won Simmonds niet, want in de laatste ronde kwam Braun voorbij om te winnen. Nodig was dat niet, want elke podiumplaats was genoeg geweest voor de tweede plaats in de eindstand.
De wereldtitel ging naar Dave Simmonds, Dieter Braun en Cees van Dongen werden tweede en derde. De beste Yamaha-rijder werd Kent Andersson, die vierde in de eindstand werd.

## Technische gegevens
| Yamaha                 | RA 41                                                    | RA 55                             | RA 75                                                               | RA 97                                                                     | RA 31                                                    | RA 31 A                                                  | YZ 623 prototype                                         |
| ---------------------- | -------------------------------------------------------- | --------------------------------- | ------------------------------------------------------------------- | ------------------------------------------------------------------------- | -------------------------------------------------------- | -------------------------------------------------------- | -------------------------------------------------------- |
| Periode                | 1961                                                     | 1962                              | 1963                                                                | 1963-1966                                                                 | 1966-1967                                                | 1968                                                     | 1969                                                     |
| Categorie              | fabrieksracer                                            | prototype                         | prototype                                                           | fabrieksracer                                                             | fabrieksracer                                            | fabrieksracer                                            | prototype                                                |
| Motortype              | tweetakt                                                 | tweetakt                          | tweetakt                                                            | tweetakt                                                                  | tweetakt                                                 | tweetakt                                                 | tweetakt                                                 |
| Bouwwijze              | dwarsgeplaatste eencilinder                              | dwarsgeplaatste eencilinder       | dwarsgeplaatste eencilinder                                         | dwarsgeplaatste tweecilinder                                              | dwarsgeplaatse viercilinder U-motor                      | dwarsgeplaatse viercilinder U-motor                      | dwarsgeplaatste tweecilinder                             |
| Koeling                | lucht                                                    | lucht                             | lucht                                                               | 1963: lucht Vanaf oktober 1963: water                                     | water                                                    | water                                                    | lucht                                                    |
| Brandstoftoevoer       | roterende inlaat                                         | roterende inlaat                  | roterende inlaat                                                    | roterende inlaten                                                         | roterende inlaten                                        | roterende inlaten                                        | zuigergestuurd                                           |
| Carburateur            | Mikuni                                                   | Mikuni                            | Mikuni                                                              | 2 × Mikuni 25 mm                                                          | 4 × Mikuni 22 mm                                         | 4 × Mikuni 22 mm                                         | 2 × Mikuni                                               |
| Ontsteking             | puntengestuurde magneetontsteking met uitwendige bobines | onbekend                          | onbekend                                                            | puntengestuurde magneetontsteking met uitwendige bobines                  | puntengestuurde magneetontsteking met uitwendige bobines | puntengestuurde magneetontsteking met uitwendige bobines | puntengestuurde magneetontsteking met uitwendige bobines |
| boring                 | 56 mm                                                    | 56 mm                             | 56 mm                                                               | 44 mm                                                                     | 35 mm                                                    | 35 mm                                                    | 43 mm                                                    |
| slag                   | 50 mm                                                    | 50,7 mm                           | 50,7 mm                                                             | 41 mm                                                                     | 32,5 mm                                                  | 32,5 mm                                                  | 43 mm                                                    |
| Cilinderinhoud         | 123,2 cc                                                 | 124,9 cc                          | 124,9 cc                                                            | 124,7 cc                                                                  | 124,7 cc                                                 | 124,7 cc                                                 | 124,9 cc                                                 |
| Smeersysteem           | Autolube                                                 | Autolube                          | Autolube                                                            | Autolube                                                                  | Autolube                                                 | Autolube                                                 | mengsmering                                              |
| Compressieverhouding   | Onbekend                                                 | Onbekend                          | Onbekend                                                            | 7,8:1                                                                     | 8,0:1                                                    | 8,0:1                                                    | onbekend                                                 |
| Max. Vermogen          | 20 pk (14,7 kW) bij 10.000 tpm                           | onbekend                          | 25 pk (18,4 kW) bij 12.000 tpm 1964: 28 pk (20,1 kW) bij 13.000 tpm | 1965: 30 pk (22,1 kW) bij 13.500 tpm 1966: 34 pk (25,0 kW) bij 14.000 tpm | 40 pk (29,4 kW) bij 16.000 tpm                           | 42 pk (30,9 kW) bij 16.500 tpm                           | 24 pk (17,6 kW)                                          |
| Koppeling              | meervoudige droge platenkoppeling                        | meervoudige droge platenkoppeling | meervoudige droge platenkoppeling                                   | meervoudige droge platenkoppeling                                         | meervoudige droge platenkoppeling                        | meervoudige droge platenkoppeling                        | meervoudige droge platenkoppeling                        |
| Versnellingen          | 6                                                        | 6                                 | 8                                                                   | 1964: 8 1965:9                                                            | 9                                                        | 9                                                        | 5                                                        |
| Secundaire aandrijving | ketting                                                  | ketting                           | ketting                                                             | ketting                                                                   | ketting                                                  | ketting                                                  | ketting                                                  |
| frame                  | dubbel wiegframe                                         | dubbel wiegframe                  | dubbel wiegframe                                                    | dubbel wiegframe                                                          | dubbel wiegframe                                         | dubbel wiegframe                                         | brugframe                                                |
| Vering vóór            | telescoopvork                                            | telescoopvork                     | telescoopvork                                                       | telescoopvork                                                             | telescoopvork                                            | telescoopvork                                            | telescoopvork                                            |
| Vering achter          | swingarm                                                 | swingarm                          | swingarm                                                            | swingarm                                                                  | swingarm                                                 | swingarm                                                 | swingarm                                                 |
| Rem(men)               | trommelremmen                                            | trommelremmen                     | trommelremmen                                                       | trommelremmen                                                             | trommelremmen                                            | trommelremmen                                            | trommelremmen                                            |
| Droog gewicht in kg    | 85                                                       | onbekend                          | onbekend                                                            | ca. 100                                                                   | ca. 100                                                  | <100                                                     | onbekend                                                 |
| Voorganger             | YA-B                                                     | RA 41                             | RA 55                                                               | RA 75                                                                     | RA 97                                                    | RA 31                                                    | RA 31A                                                   |
| Opvolger               | RA 55                                                    | RA 75                             | RA 97                                                               | RA 31                                                                     | RA 31 A                                                  | YZ 623 prototype                                         | Yamaha YZ 623 A                                          |